# مارغريت دوغلاس
مارغريت دوغلاس (7 مارس 1578- 8 أكتوبر 1515)؛ هي ابنة أرشيبالد دوغلاس إيرل انجوس السادس ومارغريت تيودور ملكة اسكتلندا الأرملة، في شبابها عاشت في بلاط خالها الملك هنري الثامن ولكن تكبدت لمرتين لغضبه، أولا لخطبتها غير المصرحة بها من توماس هوارد الذي توفي في برج لندن في 1537 بسبب زواج الغير موفق معها، ومرة أُخرى في 1540 بعلاقتها الغرامية مع ابن شقيقه السير تشارلز هوارد شقيق الملكة القرينة كاثرين هوارد، وأخيراً في يوم 6 يوليو 1544 تزوجت من ماثيو ستيوارت، إيرل لينوكس واحد من النبلاء اسكتلندا، وانجبت منه هنري ستيوارت، لورد دارنلي تزوج لاحقاً من ماري، ملكة الاسكتلنديين وكانا والدا جيمس السادس والأول وأيضا تشارلز ستيوارت بحيث كانت ابنته أربيلا ستيوارت واحدة من أكثر مرشحين احتمالاً لحكم إنجلترا بعد وفاة إليزابيث الأولى ملكة إنجلترا ولكن توفيت 1615 بعد أن سجنها ابن عمها جيمس الأول في برج لندن.